# Золоті Ворота (хорова капела)
Народна академічна хорова капела НАН України «Золоті Ворота» (раніше — «Народна хорова капела Академії наук України») — хорова капела, що бере свій початок з 1961 року.

## Історія
Засновником і натхненником капели був професор Валентин Олександрович Мальцев, видатний хормейстер, який працював з прославленим професійним колективом — хоровою капелою «Думка».
Під його керівництвом Народна хорова капела Академії наук здобула як прихильність слухачів, так і нагороди на конкурсах та фестивалях.
У 1986 році капела отримала почесне звання Народної хорової капели, яке регулярно підтверджує (останній раз у 2008 році).
У грудні 2004 року обірвалося життя В. О. Мальцева. Після цієї важкої втрати колектив переживав складні часи, але восени 2005 року з рекомендації патріарха хорового мистецтва України Павла Івановича Муравського капелу очолив талановитий хормейстер, випускник Національної Музичної Академії ім. П. І. Чайковського Павло Струць.
З січня 2007 року рішенням колективу капела офіційно носить назву Народна академічна хорова капела НАН України «Золоті ворота».

### Колектив
За приходу Павла Струця капела переживає свій ренесанс. Його любов до музики, велика повага до людей, що її творять, толерантний та особистий підхід до кожного співака заохочують все більшу кількість людей повернутися до духовності, до своїх споконвічних цінностей, до свого коріння.
Особливо важливо, що в колектив почали вливатися молоді люди. Це студенти різних ВИШів (Київський Політехнічний інститут, Національна Музична Академія, Художня Академія, Педагогічний Університет ім. Драгоманова, Університет Культури та Мистецтв, Національний Авіаційний Університет тощо). І сьогодні в колективі гармонійно співіснують люди різного віку, всіх їх об'єднала любов до хорового співу та народна хорова капела.. Це поєднання — молодого творчого запалу, завзяття і мудрого життєвого досвіду — має свою специфіку, дає свій результат, коли поєднуються в один творчий організм, в одне ціле різні вікові прошарки.

### Диригенти
- 1961 — 2004 Валентин Олександрович Мальцев;
- 2005 — дотепер Павло Петрович Струць.

## Творча діяльність
Капела активно бере участь у конкурсах та фестивалях хорового мистецтва, де виступає з незмінним успіхом. Так, у травні 2006 року на Третьому духовному фестивалі «Пасхальні піснеспіви» (м. Дніпропетровськ) капела отримала I відзнаку, а Павло Струць — диплом «Найкращий диригент Фестивалю». У січні 2007 капела отримала найкращі відгуки на фестивалі «Від різдва до різдва» (м. Дніпропетровськ). У 2008 році капела «Золоті ворота» була визнана «Найкращим аматорським хором» у категорії «академічні хори» та отримала першу премію на міському конкурсі-огляді у місті Києві.
Також хорова капела гідно представляє Україну на престижних міжнародних конкурсах. Серед останній здобутків — перемога у конкурсі духовної музики (м. Гайнівка, Польща) та грандіозний успіх на всесвітньовідомому конкурсі «Nancy Voix du Monde» («Голоси світу») (м. Нансі, Франція) у 2009 році.
Капела «Золоті ворота» є постійним учасником всіх провідних фестивалів та культурних заходів столиці, серед яких «Музичні прем'єри сезону» та «Київ Музик Фест».

### Відзнаки
Здобутки хору відзначені такими нагородами:
- I місце на Всесоюзному конкурсі в Москві (1964 р.)
- I місця на конкурсі ім. Т. Г. Шевченка (1964, 1989 рр.)
- I премія на конкурсі хорових колективів ім. М. Леонтовича (1992 р.)
- Лауреат міжнародного конкурсу імені професора Димитрова (II та III премії) Болгарія, м. Варна (1989, 2001)
- I відзнака на Третьому духовному фестивалі «Пасхальні піснеспіви» в м. Дніпропетровськ (2006 р.)
- ІІІ премія на Національному хоровому конкурсі ім. Дениса Січинського в м. Івано-Франківськ (2007 р.)

### Записи
У 2008 році був записаний перший компакт-диск капели «Золоті ворота», до якого увійшли перлини української та світової духовної музики.

### Репертуар
- Репертуар капели

Капела постійно розширює та оновлює свій репертуар, до якого входять духовна музика (як сучасна, так і класична), фольклор, західноєвропейська класика, хорова мініатюра.